# Array of Low Energy X-ray Imaging Sensors
Array of Low Energy X-ray Imaging Sensors o ALEXIS fue un observatorio espacial de rayos X estadounidense construido por el laboratorio Nacional Los Álamos.
Fue diseñado para cartografiar con alta resolución fuentes de rayos X de baja energía. Durante el lanzamiento uno de los paneles solares se rompió, con lo que se perdió el control de satélite de manera temporal, pero los controladores consiguieron restablecer el contacto con la nave y ponerla en funcionamiento una vez en órbita.
La computadora de a bordo consistía en un procesador 80C86 con una memoria de estado sólido de 100 Mbytes. El observatorio se orientaba en dirección antisolar y giraba a 2 revoluciones por minuto para su estabilización. La precisión del apuntado era de 0,1 grados.
El instrumento principal consistía en un monitor de rayos X de baja energía compuesto por 6 telescopios de incidencia normal ajustados para detectar bandas estrechas de energía a 66, 71 y 93 eV.
ALEXIS fue lanzado el 25 de abril de 1993 en un cohete Pegasus. Tras 12 años en funcionamiento, las condiciones del observatorio espacial estaban degradadas hasta el punto de ser apenas operativo. El 29 de abril de 2005 el satélite dejó de ser rastreado y no ha vuelto a contactarse con él.

## Especificaciones
- Masa: 115 kg
- Diámetro máximo: 0,6 m
- Perigeo: 741 km
- Apogeo: 746 km
- Inclinación orbital: 69,8 grados
- Período: 99,7 min